# Chimères (revue)
Pour les articles homonymes, voir Chimère.
 (janvier 2020).
Améliorez-le ou discutez des points à vérifier. 
La revue Chimères, sous-titrée « Revue des schizoanalyses », est une revue française fondée par Gilles Deleuze et Félix Guattari en 1987.

## Présentation

### L'intention de 1987
Le directeur de la revue est Jean-Claude Polack. En 1987, Danielle Sivadon est également cofondatrice de la revue,.
La revue Chimères est fondée pour publier les recherches qui commencent en 1987 à se mener autour de Gilles Deleuze et Félix Guattari, en dialogue ou en critique, d’une manière transversale par rapport aux institutions : recherches universitaires et recherches indépendantes, notamment liées à la critique de l’institution psychiatrique, au développement de l’art contemporain, et porteuses d’une interrogation sur la production de subjectivité dans l’engagement politique.
Dans l'éditorial du premier numéro, Guattari présente la revue en ces termes :

« Cette revue accueillera les travaux des individus et des groupes se réclamant de près ou de loin de la "schizoanalyse", science des chimères : les travaux de tous ceux qui entendent renouer avec l'inventivité première de la psychanalyse, en levant le carcan de pseudo-scientificité qui s'est abattu sur elle comme sur l'ensemble des pratiques et des recherches en philosophie et en sciences humaines. À la manière des arts et des sciences en train de se faire. Work in progress. Les textes émanent ici de psychanalystes, de philosophes, d'ethnologues, de scientifiques ou d'artistes. Pas pour une inter-disciplinarité de galerie ! Retour au singulier. À chacun sa folie ! Les grands phylums théoriques finiront bien par y retrouver les leurs. De toutes façons, par les temps qui courent, nous n'avions plus le choix : il fallait repartir de là. »

### Comité de rédaction et collaborateurs historiques
La revue rassemble aujourd’hui un comité de rédaction hétérogène, intéressé par les différentes formes de présence de la folie dans la société et dans le monde, qu’elles soient littéraires, politiques, techniques, juridiques, artistiques. On retrouve en 2019 : Manola Antonioli, Marco Candore, Pascale Criton, Zorka Domic, Florent Gabarron-García, Flore Garcin-Marrou, Maël Guesdon, Elias Jabre, Valérie Marangev, Ange Pieraggi, Jean-Claude Polack, Anne Querrien, Lucia Sagradini, Laure de Saint Phalle, Anne Sauvagnargues, Valentin Schaepelynck, René Schérer, Monique Selim, Constantin Sinelnikoff, Nathalie Sinelnikoff, Anne Timbert, Guy Trastour, Quentin Vergriete, Christiane Vollaire, Monique Zerbib.
La revue compte notamment parmi ses anciens contributeurs Eric Alliez, Raymond Bellour, Francesco Berardi, Lucien Bonnafé, Gilles Chatelet, Enzo Cormann, Claudie Cachard, Alain Dhote, Mony Elkaïm, Michel Foucault, Françoise Héritier, Sarah Kofman, Jean-Jacques Lebel, Jean-François Lyotard, Jean Oury, Oreste Scalzone, René Schérer, François Tosquelles…
Les projets de la revue Chimères sont multiples, tournant notamment autour du concept d'écologie mentale, des micropolitiques, de la critique et du renouvellement du militantisme, du développement des schizoanalyses et des recherches sur les pratiques innovantes, en particulier thérapeutiques.
Le site internet de la revue Chimères a été lancé en septembre 2019. Il présente désormais des ressources complémentaires en relation avec les numéros papier.